# Григорьевка (Томская область)
Григорьевка — деревня в Чаинском районе Томской области, Россия. Входит в состав Подгорнского сельского поселения.

## История
Основана в 1912 году. По данным 1926 года в посёлке Григорьевском имелось 17 хозяйств и проживало 88 человек (в основном — русские). В административном отношении входила в состав Подгорнского сельсовета Чаинского района Томского округа Сибирского края.

## Население
| 1926 | 1931 | 1940 | 1956 | 1995 | 1996 | 1997 |
| ---- | ---- | ---- | ---- | ---- | ---- | ---- |
| 88   | ↗172 | ↗240 | ↘167 | ↗226 | ↗236 | ↗237 |
| 1998 | 1999 | 2002 | 2010 | 2012 | 2013 | 2014 |
| ↘223 | ↘210 | ↘194 | ↗218 | ↘216 | ↘211 | ↗220 |
| 2015 | 2021 |      |      |      |      |      |
| ↘216 | ↗253 |      |      |      |      |      |

Половой состав
По данным Всероссийской переписи населения 2010 года в гендерной структуре населения мужчины составляли 49,5 %, женщины — соответственно 50,5 %.
Национальный состав
По данным 1926 года в селении проживали в основном русские.
Согласно результатам переписи 2002 года, в национальной структуре населения русские составляли 91 %.